# PIF (Datei)

Der PIF-Editor unter Windows 1.03 mit einer Beispielkonfiguration für die Tabellenkalkulation Lotus 1-2-3.

Die Dateiendung PIF (.pif; eine Abkürzung für engl. program information file) wurde in IBMs TopView eingeführt und später sowohl in Quarterdecks DESQview als auch in Windows genutzt, um sich bestimmte Einstellungen für die Ausführung von DOS-Programmen zu merken. Dazu zählen u. a. Informationen darüber, welches Programm zu starten ist, mit welchen Parametern ein Programm zu starten ist, welche Speichereinstellungen für das Programm gelten sollen, ob das Programm als reine DOS-Anwendung (Volldarstellung) oder im Falle von MS-DOS-basiertem Windows (bis Windows 3.x sowie Windows 9x), ob es in einem Fenster unter Windows gezeigt werden soll und welche Schriftart und -größe in der Fensterdarstellung verwendet werden soll.

## Windows
PIF-Dateien – im Explorer (bis Windows XP) „Verknüpfung mit einer Anwendung für MS-DOS“ und später (spätestens mit Windows 7) „Verknüpfung mit MS-DOS Programm“ oder auch „Verknüpfung mit MS-DOS-Programm“ genannt – sind ein Überbleibsel aus der MS-DOS-Zeit und ein Vorläufer der (Datei-)Verknüpfung (.lnk). Sie wurden für die Verbindung mit 16-Bit-Anwendungen genutzt, sind ähnlich wie EXE-, COM- oder BAT-Dateien startbar und werden oft unter den ausführbaren Dateien aufgeführt. Diese Eigenschaft (die Ausführbarkeit) kann allerdings von Programmierern von Schadprogrammen (z. B. Viren) dazu missbraucht werden, Computer zu infizieren.